# Ousmane Diarra
Ousmande Diarra, född 1960, är en författare från Mali. Han studerade modern litteratur vid elitskolan École Normale Supérieur de Bamako. I dag är han verksam som romanförfattare, poet, novellist och författare av barn- och ungdomslitteratur. Vid sidan av detta har han en anställning som bibliotekarie på Centre Culturel Français i Bamako där han också är sagoberättare.